# Henri, greve av Paris (1933–2019)
Henri Philippe Pierre Marie d'Orléans, även känd som Henri, greve av Paris, född den 14 juni 1933 i Woluwe-Saint-Pierre, död den 21 januari 2019 i Paris, var orléanisternas pretendent till den franska tronen från 1999 och fram till sin död. Som kung skulle han ha kallats Henrik VII.

## Biografi
Henri var son till Henri, greve av Paris (1908–1999) och Isabel, prinsessa av Orléans-Bragança (1911–2003). Han gifte sig första gången 1957 med Marie-Therese av Württemberg (född 1934). De skildes 1984. Han gifte sig andra gången 1984 med Micaela Cousiño y Quiñones de León (född 1938). Han har tre söner och två döttrar i första giftet.
Hans begravning ägde rum den 2 februari 2019 i det kungliga kapellet i Dreux.